# Frankfurt-Nied
Frankfurt-Nied é um bairro de Frankfurt am Main desde 1 de abril 1928. Está localizado no triângulo da desembocadura do Nidda no Meno. Em Nied foram encontrados os restos de uma ponte romana sobre o Nidda e de fábricas de tijolos que abasteceram toda a região Wetterau durante a época romana.